# Рожене
Роже́не — пасажирський залізничний зупинний пункт Шевченківської дирекції Одеської залізниці.
Розташований за кількасот метрів від села Мануйлівка Маловисківський район Кіровоградської області на лінії Імені Тараса Шевченка — Помічна між станціями Виска (5 км) та Капустине (15 км).
Станом на січень 2020 року щодня одна пара дизель-потягів прямує за напрямком Імені Тараса Шевченка — Помічна, проте зупинку не робить.